# Johann Pavonius
Johann Pavonius (* vor 1505 in Eppingen; † 6. April 1544 in Ketsch), auch Johannes Pavonius, Johannes Pavonis oder Johann Pfau, war ein deutscher Jurist, Professor und Rektor der Ruprecht-Karls-Universität Heidelberg.

## Leben
Vermutlich besuchte Johann Pavonius die seit 1421 nachgewiesene Schule in Eppingen. Am 27. August 1515 wurde er in die Matrikel der Heidelberger Universität eingetragen.
Am 22. Oktober 1527 wurde Johann Pavonius zum Lizenziaten und am 9. Dezember 1534 zum Doktor beider Rechte an der Heidelberger Universität. Er lehrte bis zu seinem Tod als Professor beider Rechte an der Heidelberger Universität. Pavonius war mehrmals Dekan der juristischen Fakultät und dreimal Rektor der Universität. So war er 1531 der erste verheiratete Rektor der Heidelberger Universität, waren doch die Lehrenden in der Regel Kleriker.
Im Jahr 1538 wurde Johann Pavonius von Kurfürst Ludwig V. in den Hofrat berufen. 
Johann Pavonius ertrank 1544 bei Ketsch im Rhein.